# 多民族玻利维亚国国歌
《多民族玻利维亚国国歌》（西班牙語：Himno Nacional del Estado Plurinacional de Bolivia）是玻利維亞的國歌。該曲採用於1851年，作詞者為何塞·伊納西歐·德·聖辛斯(José Ignacio de Sanjinés Barriga)，作曲者則為義大利人利奧波多·班內提多·文森提(Leopoldo Benedetto Vincenti)。